# 톱니 바퀴의 칼날
《톱니 바퀴의 칼날》(영어: Jagged Edge)은 미국에서 제작된 리처드 마퀀드 감독의 1985년 네오누아르 법정 스릴러 영화이다. 글렌 클로스, 제프 브리지스, 피터 카이오티, 로버트 로자 등이 출연하였고, 마틴 랜저호프 등이 제작에 참여하였다.
로자는 이 영화를 통해 1986년 제58회 아카데미상 남우 조연상 후보에 올랐다.

## 줄거리
샌프란시스코 사교계 명사 페이지 포러스터가 복면을 쓴 인물에 의해 사냥용 칼로 살해된다. 출판인인 남편 잭이 유산을 노리고 살해한 혐의로 체포된다. 주저 끝에 잭의 변호를 맡은 테디 반스는 잭이 결백한 인물인지 아니면 기만에 능한 살인마인지를 놓고 끝없이 고민한다.

## 출연진
- 글렌 클로스 - 테디 반스 역
- 제프 브리지스 - 잭 포러스터 역
- 피터 카이오티 - 토머스 크래즈니 역
- 로버트 로자 - 샘 랜섬 역
- 존 데이너 - 캐리건 판사 역
- 캐런 오스틴 - 줄리 젠슨 역
- 가이 보이드 - 매슈 반스 역
- 마셜 콜트 - 보비 슬레이드 역
- 루이 지엄발보 - 퍼브리지 역
- 랜스 헨릭슨 - 프랭크 마틴 역
- 제임스 캐런 - 앤드루 하디스티 역
- 리 테일러영 - 버지니아 하월 역
- 마이클 돈 - 댄 히슬런 역

## 기타 제작진
- 배역: 린 스톨매스터
- 미술: 진 캘러핸, 피터 랜즈다운 스미스
- 의상: 앤 로스
- 제작 관리: 테리 카